# James Poncet
James Poncet est un footballeur français né le 15 avril 1925 à Pessac et mort le 16 juillet 2001 à Montpellier. Il évoluait au poste de gardien de but.

## Palmarès
- Champion de France de D2 en 1948 avec l'OGC Nice